# Stefan Steinweg
Stefan Steinweg (* 24. Februar 1969 in Dortmund) ist ein ehemaliger deutscher Radrennfahrer, mehrfacher Weltmeister und Olympiasieger 1992.

## Karriere
Stefan Steinweg war vorwiegend als Bahnradsportler aktiv und fuhr insbesondere Sechstagerennen. Seinen ersten internationalen Erfolg verbuchte er mit 17 Jahren, als er Junioren-Weltmeister im Punktefahren wurde.
Bei den Olympischen Sommerspielen 1992 in Barcelona wurde Steinweg mit dem Bahnvierer (gemeinsam mit Guido Fulst, Jens Lehmann, Michael Glöckner und Andreas Walzer) Olympiasieger in der Mannschaftsverfolgung. Bei der Bahnrad-WM 1991 in Stuttgart wurde er Weltmeister mit dem Bahnvierer (gemeinsam mit Glöckner, Walzer und Lehmann). 2000 gelang ihm ein Sieg bei den UCI-Bahn-Weltmeisterschaften in Manchester, und zwar im Zweier-Mannschaftsfahren mit Erik Weispfennig. Außerdem wurde er je zehnmal Weltcup-Sieger und deutscher Meister.
Stefan Steinweg startete bei 61 Sechstagerennen. Zwar gelang ihm nur ein Sieg (auf Neukaledonien), aber aufgrund seiner Fahrweise gehörte er zu den Lieblingen des Publikums.
Eine zweijährige Sperre Steinwegs wegen der Einfuhr von anmeldepflichtigen Medikamenten nach Australien, die er 2003 bei der Einreise zu einem Urlaub/Trainingslager in Bendigo bei sich trug, wurde vom Internationalen Sportgerichtshof im Berufungsverfahren wieder aufgehoben. Einer der Gründe für seinen Freispruch war, dass er sich zum Zeitpunkt der Tat nicht im Besitz einer gültigen BDR-Lizenz befunden hatte.
Im September 2008 beendete Stefan Steinweg seine aktive Laufbahn.

## Erfolge
1985
- Deutscher Meister – Punktefahren Junioren

1986
- Junioren-Weltmeister – Punktefahren

1987
- Junioren-Weltmeisterschaft – Punktefahren

1989
- Deutscher Amateur-Meister – Zweier-Mannschaftsfahren (mit Erik Weispfennig)

1991
- Amateur-Weltmeister – Mannschaftsverfolgung (mit Michael Glöckner, Jens Lehmann, Andreas Walzer)

1992
- Deutscher Meister – Mannschaftsverfolgung (mit Guido Fulst, Jan Norden und Michael Bock)
- Olympiasieger – Mannschaftsverfolgung (mit Jens Lehmann, Andreas Walzer, Guido Fulst und Michael Glöckner)
- Sieger Türkei-Rundfahrt

1993
- Deutscher Meister – Mannschaftsverfolgung (mit Lars Teutenberg, Guido Fulst und Erik Weispfennig)
- Weltmeisterschaft – Mannschaftsverfolgung (mit Guido Fulst, Jens Lehmann, Torsten Schmidt, Andreas Bach)

1998
- Weltmeisterschaft – Zweier-Mannschaftsfahren (mit Andreas Kappes)
- Bahnrad-Weltcup in Victoria – Einerverfolgung
- Deutscher Meister – Zweier-Mannschaftsfahren (mit Erik Weispfennig)

1999
- Bahnrad-Weltcup in Cali – Einerverfolgung

2000
- UEC-Derny-Europameisterschaft (hinter Peter Bäuerlein)
- Weltmeister – Zweier-Mannschaftsfahren (mit Erik Weispfennig)
- Weltmeisterschaft – Einerverfolgung

2001
- Weltmeisterschaft – Einerverfolgung

2002
- Weltmeisterschaft – Scratch

## Auszeichnungen
- 1992: Ehren-Bambi
- 1992: Silbernes Lorbeerblatt